# Parkwood (Californie)
Pour les articles homonymes, voir Parkwood.
Parkwood est une localité du Comté de Madera en Californie, au sud de la ville de Madera.
La population était de 2 268 habitants en 2010.
Elle a fait partie de la liste des 14 communes les plus touchées lors de la sécheresse de 2014.

## Démographie
| 2000  | 2010  | - | - | - | - |
| ----- | ----- | - | - | - | - |
| 2 119 | 2 268 | - | - | - | - |